# Kisladna
Kisladna (szlovákul: Malá Lodina) község Szlovákiában, a Kassai kerület Kassa-környéki járásában.

## Fekvése
Kassától 23 km-re északnyugatra, a Hernád partján fekszik.

## Története
1378-ban „Felsoladna” néven Zsigmond király oklevelében említik először. A 15. század elején Ladna három külön faluként (Felső- Közép- és Alsóladna) szerepel. 1427-ben tíz portát számláltak a faluban. 1440-ben I. Ulászló király Perényi Péternek és Jánosnak adományozta. 1491-ben már csak Kis- és Nagyladnaként említik.
A 18. század végén Vályi András így ír róla: „Kis, és Nagy Ladna. Két falu Sáros Várm. földes Urai mind a’ kettőnek Kassa Városa, lakosaik katolikusok, és másfélék, fekszenek Kassához egy mértföldnyire, földgyeik nagyobb részént jók, réttyeik kétszer kaszáltatnak, legelőjök, fájok elegendő van.”
Fényes Elek 1851-ben kiadott geográfiai szótárában így ír a faluról: „Kis-Ladna, tót falu, Sáros vmegyében, N. Ladnához 3/4 órányira, a Hernád mellett: 302 kath. lak. Hegyes, erdős határ. F. u. Kassa városa, hozzá 1 óra távolságra.”
A trianoni diktátumig Sáros vármegye Lemesi járásához tartozott.

## Népessége
| Év:            | 1994. | 2004.   | 2014.   | 2024.    |
| -------------- | ----- | ------- | ------- | -------- |
| Emberek száma: | 197   | 186     | 175     | 222      |
| Eltérés:       |       | -5,58 % | -5,91 % | +26,85 % |

| Év:            | 2023. | 2024.   |
| -------------- | ----- | ------- |
| Emberek száma: | 221   | 222     |
| Eltérés:       |       | +0,45 % |

1910-ben 270, túlnyomórészt szlovák lakosa volt.
2001-ben 206 lakosából 199 szlovák volt.
2011-ben 184 lakosából 175 szlovák.

## Nevezetességei
- Szent István király tiszteletére szentelt római katolikus temploma.